# Donald Scott (trestegshoppare)
Donald Scott, född 23 februari 1992 i Apopka, är en amerikansk friidrottare som tävlar i tresteg. Han tog brons vid inomhus-VM 2022 i Belgrad.

## Karriär
I augusti 2021 vid OS i Tokyo slutade Scott på 7:e plats i trestegsfinalen efter ett hopp på 17,18 meter.
I mars 2022 vid inomhus-VM i Belgrad tog Scott brons i tresteg efter att hoppat ett säsongsbästa på 17,21 meter.

## Tävlingar

### Internationella
| År               | Tävling                   | Plats            | Placering        | Gren             | Distans          |
| Tävlande för USA | Tävlande för USA          | Tävlande för USA | Tävlande för USA | Tävlande för USA | Tävlande för USA |
| ---------------- | ------------------------- | ---------------- | ---------------- | ---------------- | ---------------- |
| 2017             | Världsmästerskapen        | London           | 13:e             | Tresteg          | 16,63 m          |
| 2019             | Världsmästerskapen        | Doha             | 6:e              | Tresteg          | 17,17 m          |
| 2021             | Olympiska sommarspelen    | Tokyo            | 7:e              | Tresteg          | 17,18 m          |
| 2022             | Inomhusvärldsmästerskapen | Belgrad          | 3:e              | Tresteg          | 17,21 m          |
| 2022             | Världsmästerskapen        | Eugene           | 6:e              | Tresteg          | 17,14 m          |
| 2023             | Världsmästerskapen        | Budapest         | 22:a (kval)      | Tresteg          | 16,33 m          |

### Nationella
| - Amerikanska friidrottsmästerskapen / OS-uttagningarna (utomhus): - 2017: Brons – Tresteg (17,25 meter, Sacramento) - 2018: Guld – Tresteg (17,37 meter, Des Moines) - 2019: Guld – Tresteg (17,74 meter, Des Moines) - 2021: Silver – Tresteg (17,18 meter, Eugene) - 2022: Guld – Tresteg (17,07 meter, Eugene) - 2023: Guld – Tresteg (17,22 meter, Eugene) | - Amerikanska friidrottsmästerskapen (inomhus): - 2017: Guld – Tresteg (16,99 meter, Albuquerque) - 2019: Guld – Tresteg (16,85 meter, Staten Island) - 2020: Guld – Tresteg (17,24 meter, Albuquerque) - 2022: Guld – Tresteg (16,88 meter, Spokane) - 2023: Guld – Tresteg (16,96 meter, Albuquerque) |

## Personliga rekord
| Utomhus - Tresteg – 17,43 m (Rom, 6 juni 2019) - Längdhopp – 7,58 m (Knoxville, 10 april 2015) | Inomhus - Tresteg – 17,24 m (Albuquerque, 15 februari 2020) - Längdhopp – 7,57 m (Mount Pleasant, 27 februari 2015) |